# Lensectomia refractiva
La lensectomia refractiva  és una tècnica quirúrgica que s'utilitza en oftalmologia per tractar de forma definitiva trastorns de refracció del ull. Consisteix en l'extracció del cristal·lí transparent i la seva substitució per una lent intraocular de la graduació adequada per corregir de la manera més exacta possible el defecte de refracció previ.

## Descripció
S'utilitza principalment en casos de miopia en què no és possible utilitzar cirurgia mitjançant làser (LASIK, LASEK o EPILASIK) pel fet que la intensitat de la miopia és massa alta o la còrnia massa estreta per l'ús d'aquestes tècniques.
Recentment, s'està utilitzant la lensectomia refractiva per a corregir la presbícia o vista cansada, utilitzant les noves lents intraoculars multifocals que són útils tant per a la visió propera com per la llunyana.
Per realitzar la intervenció es practica una microincisió a la vora de la còrnia a través de la qual s'introdueix una petita sonda a l'interior de l'ull. Aquesta sonda emet ultrasons que trenquen el cristal·lí en petits fragments i posteriorement els aspira (facoemulsificació). A continuació es col·loca una lent intraocular en el mateix lloc on estava situat el cristal·lí natural.
Encara que es tracta d'una tècnica molt segura, en ser una cirurgia intraocular, poden aparèixer diverses complicacions que de vegades són greus, com el despreniment de retina.